# Agnes Elisabeth Overbeck
Agnes Elisabeth Overbeck, pseudònims de baronessa Ella Overbeck i baró Eugen Borisowitsch Lhwoff-Onégin, sobrenom Jimmy (Düsseldorf (Rin del Nord-Westfàlia), 10 d'octubre, 1870 - Stuttgart (Baden-Württemberg), 12 de novembre, 1919), va ser una compositora i pianista alemanya. Des de 1906, Overbeck només va viure amb una identitat masculina sota el nom de baró Eugen Borisowitsch Onégin.

## Biografia
A causa de les diferents identitats i biografies que va assumir al llarg de la seva vida, hi ha informació diferent sobre la vida i els orígens d'Overbeck a la literatura.
El que és segur és que era la segona filla del fotògraf (Carl Wilhelm) Gustav Overbeck (1827–1901) i de la seva dona Elise (Luise) Helene, de soltera Thelen (1831–1904). El seu pare era fotògraf i, de vegades, dirigia un estudi fotogràfic a Düsseldorf juntament amb el seu germà més conegut Arnold Overbeck. Era besnéta de l'alcalde de Lübeck, Christian Adolph Overbeck, neboda del pintor Friedrich Overbeck i neboda de l'arqueòleg Johannes Adolph Overbeck. Els pares es van separar inicialment el 1886 quan Gustav es va traslladar de Düsseldorf a Winkelsmühle prop de Mettmann, on va criar peixos, mentre que Luise es va traslladar a Londres amb les seves filles el mateix any.
Una altra versió de la seva història d'origen, segons la qual va néixer a Rússia de pares russos i portada a Anglaterra quan era petita, on una mare adoptiva rica va proporcionar la seva educació després de la mort dels seus pares, contradiu el cens britànic de 1891 que diu que Ella Overbeck es registra com vivint al districte londinenc de Kensington en una llar compartida amb els seus pares Gustavus i Louise Overbeck i la seva germana Bertha Overbeck (1863–1928).
També hi ha proves que va rebre formació al Royal College of Music de Londres i va aparèixer en concerts d'estudiants el 1890 i el 1891. Es va graduar amb un diploma en direcció d'orgue, piano i composició. Va ser piano acompanyant de Clara Butt i d'alumnes de Manuel Patricio Rodríguez Sitches a Londres. A la dècada de 1890 es va fer amiga d'Edward Gordon Craig i va escriure la música incidental de la seva adaptació de On ne badine pas avec l'amour d'Alfred de Musset, interpretada a Uxbridge el 1894. A causa de la seva aparença andrògina i la seva preferència per la roba d'home, va rebre el sobrenom de Jimmy o Jo durant aquest temps. Craig va retratar a Overbeck disfressat de nen el 1902.
El 1898 Overbeck va conèixer Zinaïda Guíppius a Taormina i va començar una relació amb ella. Amb Hippius va arribar a Sant Petersburg, on el 1902/1903 va escriure música incidental per al Teatre Alexandrinski (l'obertura Antígona, Phedre i Danse russe). El 21 de febrer de 1904, hi va haver una actuació de la seva música incidental de Petersburg a "East Stonehouse" prop de Plymouth, dirigida per la mateixa baronessa Overbeck. Va causar un gran enrenou com a "primer compositor rus les obres del qual van rebre atenció a la seva terra natal". Ja en aquest moment, la baronessa Ella Overbeck va declarar que descendia del príncep Alexei Fyodorovich Lvov per part de la seva mare, el compositor de l'himne nacional rus Bosche, Zarja chrani! (Déu salvi el Tsar). El 1906 va compondre la música per a una màscara de Lady Alix Egerton, filla del 3r comte d'Ellesmere, La princesa i l'estranger. L'actriu Italia Conti va protagonitzar l'actuació al jardí de Stafford House (ara Lancaster House), que es va convertir en un esdeveniment social.
Poc després va tornar a Alemanya amb el nom de “Baró Eugen Borisowitsch Onégin” (també “Baró Eugen Borisowitsch Lhwoff-Onégin”) i va declarar que era un nebot besat de, nascuda el 10 d'octubre de 1883 a Sant Petersburg Ser Alexei Fiodorovich Lvov. No és clar fins a quin punt Overbeck es va inspirar en aquest canvi d'identitat per Clara Butt, a qui li agradava portar pantalons d'home i fumar cigars. A l'exterior, la transformació va ser completa. Onégin va ser responsable de la formació vocal de l'aleshores jove artista de cançons i més tard cantant d'òpera Sigrid Onégin, que en aquell moment encara actuava amb el seu nom real Lilly Hoffmann. Al mateix temps, Onégin l'acompanyava al piano durant les actuacions. Es van conèixer en una audició al Conservatori Spangenberg, el precursor de l'actual Acadèmia de Música de Wiesbaden. Les dues van entaular una relació: "la parella desigual, el quasi majestuós jove de disset anys, que s'alça gairebé de cap sobre l'home de dinou anys més gran, i el company petit, gairebé massa delicat. ... Sabia que la gent es va sorprendre que ella, que havia rebutjat tants pretendents, se sentia connectada amb un home... Encara que Lilly havia tingut un amor tendre pels nens des de ben petita... no se li permetia pensar. sobre ella mateixa ara." El 25 de gener de 1913, el baró Onégin es va casar amb Lilly Hoffmann a Londres. La mare d'Hoffmann "encara no havia superat la seva antipatia per ell... L'única solució aquí era retirar la noia del testament de la seva mare... Sense informar-ne la mare, van marxar i es van casar d'amagat a Londres". A partir de 1912. fins a la seva mort el 1919, Onégin va viure amb Hoffmann a Stuttgart, on es dedicava a l'òpera i ara actua sota el nom de Sigrid Onégin. Durant la Primera Guerra Mundial, Onégin va haver d'amagar-se de les autoritats com a suposat "home rus" fins que Onégin va ser denunciat i arrestat el 1916. Suposadament per la seva influència, Sigrid Onégin va aconseguir la seva llibertat. El 1919, Onégin va morir a Stuttgart, segons l'obituari, "després de llargs i difícils patiments als 36 anys".
El baró Eugene Boris Onegin va rebre una tomba que ha sobreviscut fins als nostres dies al Waldfriedhof Stuttgart, al costat de la qual més tard va ser enterrada Sigrid Onegin. Un escenari del poema satíric de Heinrich Heine, Sabatilles vermelles es va publicar pòstumament el 1920.
S'ha conservat una gravació de l'Ave Maria composta per Onégin i cantada per Sigrid Onégin.
La identitat com a Onégin, que es va mantenir sempre a partir de 1906, fins a la làpida, la biografia de Sigrid Onégin i articles en obres de referència suggereix que la identitat original del mateix Onégin no es va fer pública mai fins després de la seva mort. Va ser només cap a finals del segle XX que va quedar clar que Ella Overbeck i el baró Eugen Borisowitsch Onégin eren una mateixa persona.

## Treballs
- Eleanore. Song, words by E. Mackay. Londres: C. Woolhouse, [1893]
- [Two Songs.] Londres : R. Cocks & Co, 1894.

I’ve wept in Dreams. Words by Heine.
A Slave Girl's Song. Words by C. Kingsley.
- Parted. Song, words by T. Hood. Londres : C. Woolhouse, [1893]
- Since my Love now loves me not. [Song.] Words by Heine, translated by F. Johnson. Londres : C. Woolhouse, [1893]
- Toi. Old French poetry. [Song.] Londres : C. Woolhouse, [1893]
- The Voice of the Beloved. [Song.] Poetry … from Marie Corelli's "Soul of Lilith". Londres : C. Woolhouse, [1893]
- Four Lyrics. Londres : J. Williams 1903.

1. Les Sanglots longs. With long-drawn Sobs. French words P. Verlaine, English words M. C. Gillington.
2. Peu de Chose. Life’s a Bubble. French words L. de Montenaeken, English words M. C. Gillington.
3. Butterflies, from J. Davidson's adaptation of F. Coppée's "Pour la Couronne".
4. Chanson d’Aspiration. Song of Aspiration. French words by E. Overbeck ... English words by M. C. Gillington.
- Sonate pour piano et violon. Londres: Charles Woolhouse [o. J.]
- (als Eugen B. Onegin, posthum): Rote Pantoffeln: Gesangs-Suite im alten Stil. 1920